# Эгондинье
Эгондинье (фр. Aigondigné) — новая французская коммуна, образованная 1 января 2019 в результате слияния новой коммуны Мугон-Торинье с коммунами Эгонне и Сент-Бландин, расположенными в департаменте Дё-Севр, в регионе Новая Аквитания.

## География
Эгондинье — это известняковая коммуна, которая разделена на два разных типа местности:
- Большая равнина простирается над бывшими муниципалитетами Мугон (город и деревня Триу), Торинье, Сен-Бландин, что делает его относительно равнинным районом, подходящим для выращивания зерновых культур.

- Другая часть холмистая и занимает территорию, объединяющую бывший город Эгонне, деревню Монтейон (бывший город Мугон), Ле-Туш (бывший город Торинье). Эта местность холмистая у протока реки Ламбон и её притока Эгонне. Все это делает эту часть намного более лесистой.

## Топонимия
Название новой коммуны было создано путем объединения слогов названий 4 исторических коммун: Aigonnay — Mougon — Sainte-Blandine — Thorigné.

## Население
Численность жителей известна из переписей населения, проведенных в муниципалитете с момента его создания.
В 2017 году в городе проживало 4747 человек.